# Цвифалтен
Цвифалтен (њем. Zwiefalten) општина је у њемачкој савезној држави Баден-Виртемберг. Једно је од 26 општинских средишта округа Ројтлинген. Према процјени из 2010. у општини је живјело 2.108 становника. Посједује регионалну шифру (AGS) 8415085.

## Географски и демографски подаци
Цвифалтен се налази у савезној држави Баден-Виртемберг у округу Ројтлинген. Општина се налази на надморској висини од 538 метара. Површина општине износи 45,4 km². У самом мјесту је, према процјени из 2010. године, живјело 2.108 становника. Просјечна густина становништва износи 46 становника/km².

## Међународна сарадња
| Мјесто | Држава    | Врста сарадње | Од    |
| ------ | --------- | ------------- | ----- |
|        | Француска | партнерство   | 1973. |
| Извор  |           |               |       |